# Escintilón

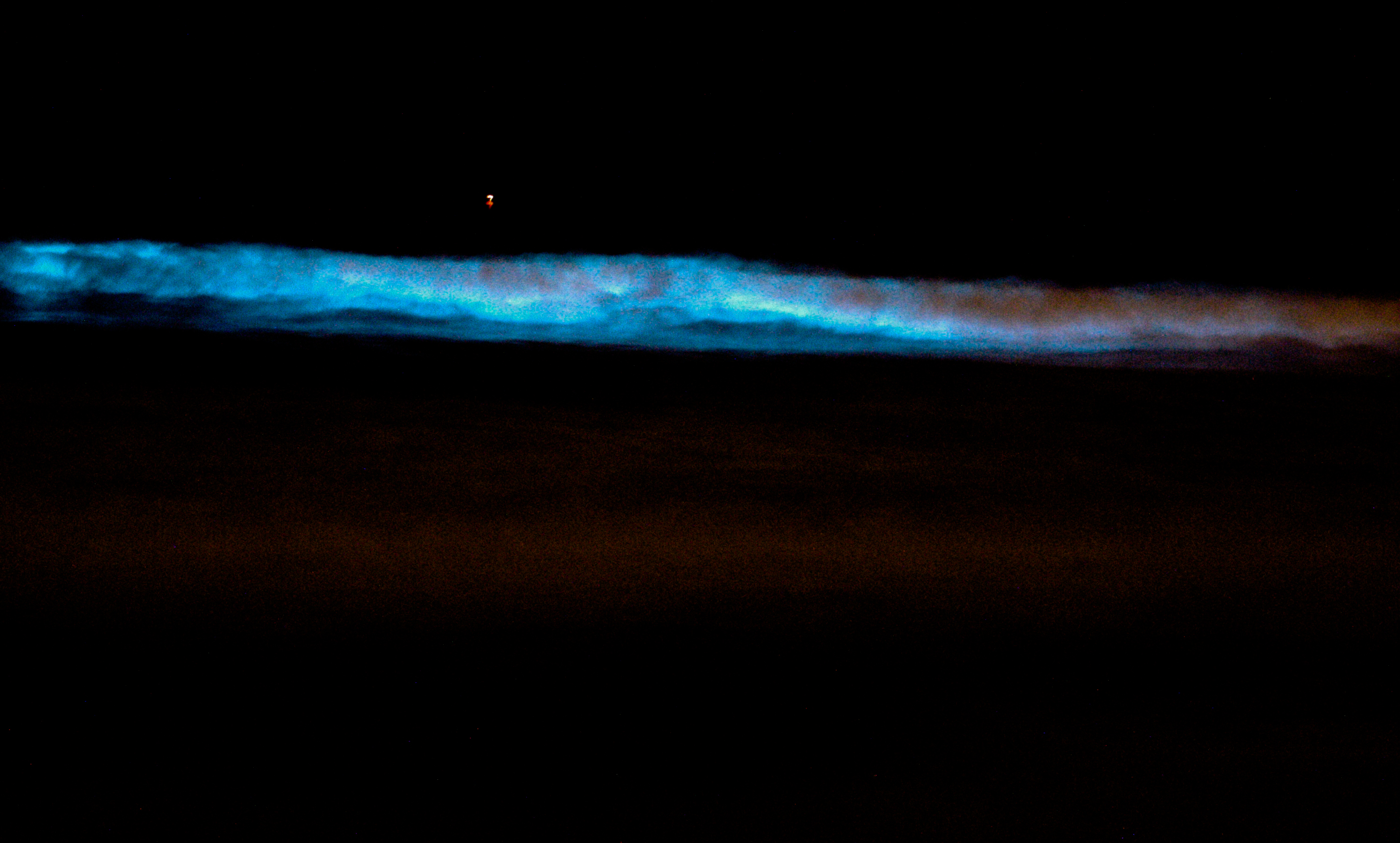
Brillo bioluminiscente de los dinoflagelados

Un escintilón es un orgánulo que se encuentra únicamente en el citoplasma de los dinoflagelados, y que tiene la función de emitir luz mediante un mecanismo bioluminiscente. La producción bioluminiscente de estas vesículas se da como respuesta a la tensión superficial, a la acidez del medio y en respuesta a la luz solar, alcanzando su punto máximo por la noche.
El nombre proviene del término latín "scintilla", que significa chispa o centella. El nombre "scintillon" en inglés se utilizó por primera vez en 1968 para describir este tipo de partículas citoplasmáticas capaces de producir un destello de luz. Los escintilones han sido estudiados sobre todo en la especie Lingulodinium polyedra.

## Mecanismo de reacción
Los escintilones se observaron por primera vez en Lingulodinium polyedra mediante microscopía de fluorescencia, donde aparecen como pequeños puntos azules cerca de la superficie celular. Esta bioluminiscencia azulada o verdácea se debe a la oxidación de la molécula llamada luciferina. Cuando se estimula la producción de luz añadiendo una solución ácida a las células bajo el microscopio, el lugar donde se produce la luz corresponde a la ubicación de los escintilones. Además, la producción de luz se reduce después de la reacción bioluminiscente, por lo que no se puede considerar una reacción de fluorescencia.
En los dinoflagelados, la reacción bioquímica que produce luz implica una oxidación catalítica por luciferasa de un tetrapirrol lineal abierto llamado luciferina. El dinoflagelado Lingulodinium polyedra (anteriormente llamado Gonyaulax polyedra) también contiene una segunda proteína llamada proteína de unión a luciferina (LBP) que se piensa que protege la luciferina de la oxidación no luminiscente.  La estimulacion mecánica produce una reacción  química bajando el pH de 8 a 6 alrededor de los escintilones. Bajo estas condiciones de menor acidez la luciferina se activa y la luciferasa cataliza su oxidación, produciendo un destello que dura entre 0,1 y 0,5 segundos y una  molécula intermedia llamada oxiluciferina. La longitud de onda del  destello corresponde al color azul,  ~474-476  nm, una longitud de onda que se propaga con facilidad en el agua de mar, aunque la especie Lingulodinium produce en ocasiones luminiscencia en una longitud de onda rojiza, 630-690 nm. Se pueden encontrar en una misma especie de dinoflagelados cepas luminiscentes y cepas sin esta capacidad.
Las células observadas bajo el microscopio electrónico después de una técnica que implica la congelación rápida de las células seguida de la sustitución del agua por un polímero (Fijación por congelación rápida / Sustitución por congelación) contienen una gran cantidad de cuerpos densos en electrones alrededor de la periferia celular. Estas estructuras corresponden en tamaño y ubicación a los cuerpos fluorescentes confirmados como escintilones por su emisión de luz, y muestran colocalización de marcado con anti-luciferasa y anti-LBP, lo que significa que ambas proteínas se encuentran en las estructuras. Los escintilones aparecen como gotas citoplasmáticas en el espacio vacuolar, y están rodeados casi por completo por la membrana vacuolar. El hecho de que no estén totalmente rodeadas por estaa membrana llevó a la propuesta de que un canal de protones activado por voltaje en la membrana vacuolar podría permitir la propagación de un potencial de acción a lo largo de dicha membrana.  Esto, a su vez, permitiría que los protones entraran en el citoplasma alrededor de los escintilones, produciendo de forma prácticamente simultánea un destello de luz breve e intenso. Los canales de protones activados por voltaje se identificaron posteriormente en los dinoflagelados.
Las preparaciones purificadas de escintilones del Lingunodinium polyedra mediante centrifugación contienen luciferasa y proteína de unión a luciferina como los únicos componentes proteicos detectables. La cantidad de luciferasa, LBP y luciferina varían en el transcurso de un período diario (circadiano), al igual que el número de escintillones en la célula. Estas observaciones sugieren que el control circadiano de la bioluminiscencia implica una síntesis y degradación diaria de luciferasa y LBP. Cuando se sintetizan, estas dos proteínas se agregan y migran a la membrana de vacuolar donde la LBP se une a la luciferina y los escintilones adquieren la capacidad de producir luz tras la estimulación.
Los escintilones difieren en su estructura entre las diferentes especies. Los escintilones de dinoflagelados pertenecientes al género Pyrocystis como Pyrocystis lunula (anteriormente Dissodinium lunula ) o Pyrocystis noctiluca son menos densos que los de L. polyedra y no contienen LBP. Se sabe poco sobre la estructura o composición de los escintilones en especies distintas de L. polyedra .